# List auf Sylt
List auf Sylt (nome ufficiale dal 1º gennaio 2009), in precedenza List, è un comune di 1 557 abitanti dello Schleswig-Holstein, in Germania, situato sull'Isola di Sylt. Per la sua posizione geografica, è il comune tedesco più settentrionale, nonché l'unico comune tedesco dove transita il 55ºparallelo nord.
Appartiene al circondario (Kreis) della Frisia Settentrionale (targa NF) ed è parte della comunità amministrativa (Amt) di Landschaft Sylt.